# 吉祥寺 (文京区)

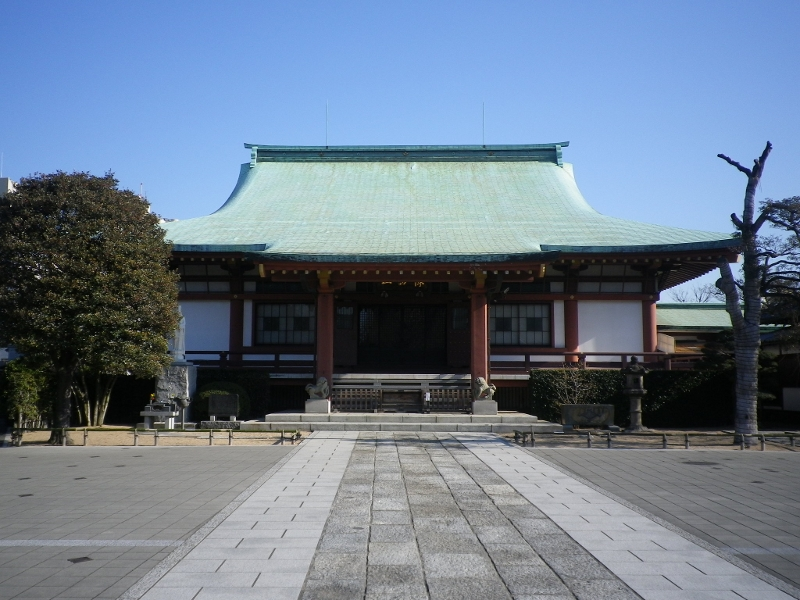
本堂

吉祥寺（きちじょうじ）は、東京都文京区本駒込三丁目にある曹洞宗の寺院。山号は諏訪山。

## 概要

### 法系
群馬県の永源寺の末寺、神奈川県の最乗寺の孫末寺にあたる。

### 歴史
室町時代1458年（長禄2年）に太田持資（太田道灌）の開基で江戸城内に青巌周陽を開山に招いて創建した。道灌は、江戸城築城に際し和田倉付近の井戸から「吉祥」と刻銘した金印を得、これを瑞祥として青巌を請じて西の丸に建立した。山号はこの地が諏訪神社の社地であったことによる。
戦国時代には古河公方足利義氏の実母で北条氏綱の娘でもある芳春院の位牌が安置されていたという。
のち徳川家康の関東入府にともなって駿河台（現在の都立工芸高校の周辺）に移り、明暦の大火と江戸大火によって現在の駒込の地に移転した。

## 境内

### 旃檀林学寮
江戸期には境内に後の駒澤大学となる学寮「旃檀林」が作られ、卍山道白が規則を制定して大いに繁栄し、幕府の学問所「昌平黌」と並んで漢学の一大研究地となった。
多くの学寮（カレッジ）・寮舎を備え、常時1,000人余の学僧がいた。各寮には学徳兼備の者が選ばれて寮主となり、寮主はさらに役員を選び、役員によって学問の指導や日常生活が合議によって運営された。
教科目は内典（仏教）と外典（漢学）で、江戸の中期以降は漢学が重視された。そのため僧侶以外でも、寺院に縁故のある旗本の子弟・寺侍が聴講した。
寺堂は近代まで七堂伽藍を誇っていたが、東京大空襲で焼失し、わずかに山門（1802年建造）と経蔵（1804年建造）を残すのみとなった。
現在は復興され、本堂、客殿、庫裏などが点在する。

### 墓等
いくつかの譜代大名・旗本の江戸の菩提寺であったことから、松前氏広など、通常国許の菩提寺に葬られるはずの遺骸が、諸事情により、当寺に埋葬されている事例もある。ただ、新庄家の墓所を始めとして無縁状態の墓所が多く、今後整理される可能性がある。
また関東大震災後の墓石の整理で、大名や旗本などの古い墓石の多くが打ち捨てられていたことから、日徳海という日蓮宗系の宗教の人々の手により他の駒込近辺の寺院にあった旧墓石などと共に、現在の稲城市のありがた山まで運ばれた。同地は現存しているが周辺では大規模な再開発（スカイテラス南山）が行われている。
- 麻生藩主新庄氏歴代
- 新発田藩主溝口氏 - 伯爵溝口直正
- 壬生藩主鳥居氏
- 七日市藩主前田氏 - 特に前田利尚墓は目立つ
- 福江藩主五島氏 - 合葬
- 山上藩主稲垣氏
- 高島藩主諏訪氏
- 松前藩主松前氏
- 備中松山藩主板倉氏 - 板倉勝静
- 備中松山藩江戸学問所督学 - 川田甕江 - 東宮侍講、宮中顧問官、貴族院勅選議員
- 金沢藩主前田家分家 男爵前田利武
- 柳川藩二代藩主田中忠政
- 山形藩二代藩主鳥居忠恒
- 谷村藩初代藩主鳥居成次
- 高家大沢氏 - 大沢基寿
- 旗本成瀬氏 - 成瀬正武
- 旗本屋代氏 - 屋代忠正
- 旗本松前氏 - 二家の墓所がある。
- 旗本甲斐庄氏 - 楠木正成の末裔。三家の墓所がある。
- 旗本横田溝口家 - 新発田藩分家
- 旗本富江五島家 - 福江藩分家
- 旗本鳥居氏 - 鳥居耀蔵
- 旗本川窪氏
- 旗本真田氏
- 旗本岡部氏
- 旗本大草氏
- 旗本水野氏
- 旗本丹羽氏 - 丹羽長守
- 薩摩藩重臣 島津久敏（垂水領主）と町田久幸（石谷領主）
- 八百屋お七・吉三郎の比翼塚
- 鳥山新三郎 - 幕末の儒者。吉田松陰と交わる。
- 榎本武揚
- 林洞海 - 蘭方医
- 菱田房明
- 板倉勝宣 - 登山家。板倉勝弼の孫にあたる。
- 二宮尊徳の墓碑
- 高辻修長 - 公家高辻家、子爵、宮中顧問官
- 西郷吉義
- 堤正誼
- 平岡通義
- 安場保和
- 土方寧
- 三田昇馬 - 貴族院勅選議員、徳島藩洲本城代家老稲田家臣
- 大野誠 (長野県令) - 新発田藩士
- 吉武栄之進
- 津田静枝
- 林吾一
- 伊藤藍田
- 細谷安太郎
- 佐藤進 (軍医)
- 赤松則良 - 森鷗外と離縁し他家に嫁いだ長女・登志子も生家・赤松家の墓に葬られている。
- 鹿島守之助
- 岡村輝彦
- 鳥谷部春汀
- 尾越辰雄
- 坂本嘉治馬
- 今外三郎 - ジャーナリスト。志賀重昂や三宅雪嶺と政教社を結成し、日本人 (雑誌)を創刊。
- 小池国三 - 実業家(甲州財閥)
- 金須松三郎 - 仙台の豪商
- 川上眉山（小説家）
- 武村耕靄(武村千佐子) - 画家
- 中根半嶺 - 医師、書家
- 鈴木魯 - 福井藩士、書家、藩校明道館訓導
- 甲斐庄楠香 - 高砂香料工業創業者
- 西郷孤月（日本画家）
- 渋谷正吉 - 気象観測家
- 池田是淵 - 松前藩士、歴史学者
- 二木保幾（経済学者、早稲田大学教授）
- 梅津小次郎 - 日本大学医学部教授
- 山県鉄蔵 - 東京市神田区長
- 佐々木良作 - 政治家
- 町村金五 - 政治家
- 町村信孝 - 政治家
- 清水かつら - 童謡詩人

## 文化財

### 重要文化財
- 絹本著色翠竹図 顧安筆（元代）
- 刀 無銘 伝 国行

### 文京区指定有形文化財
- 経蔵[2]

## ギャラリー

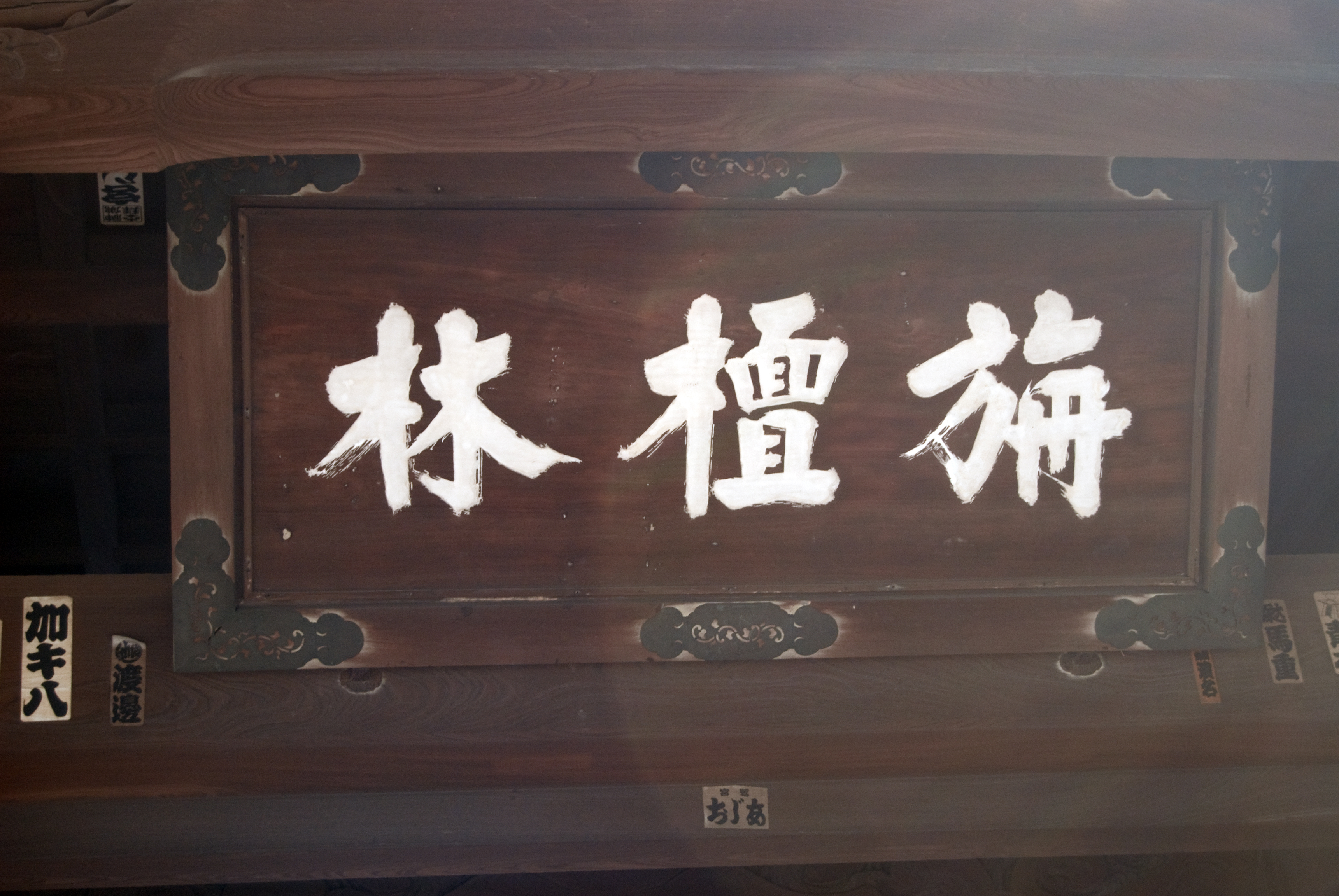
門額「旃檀林」
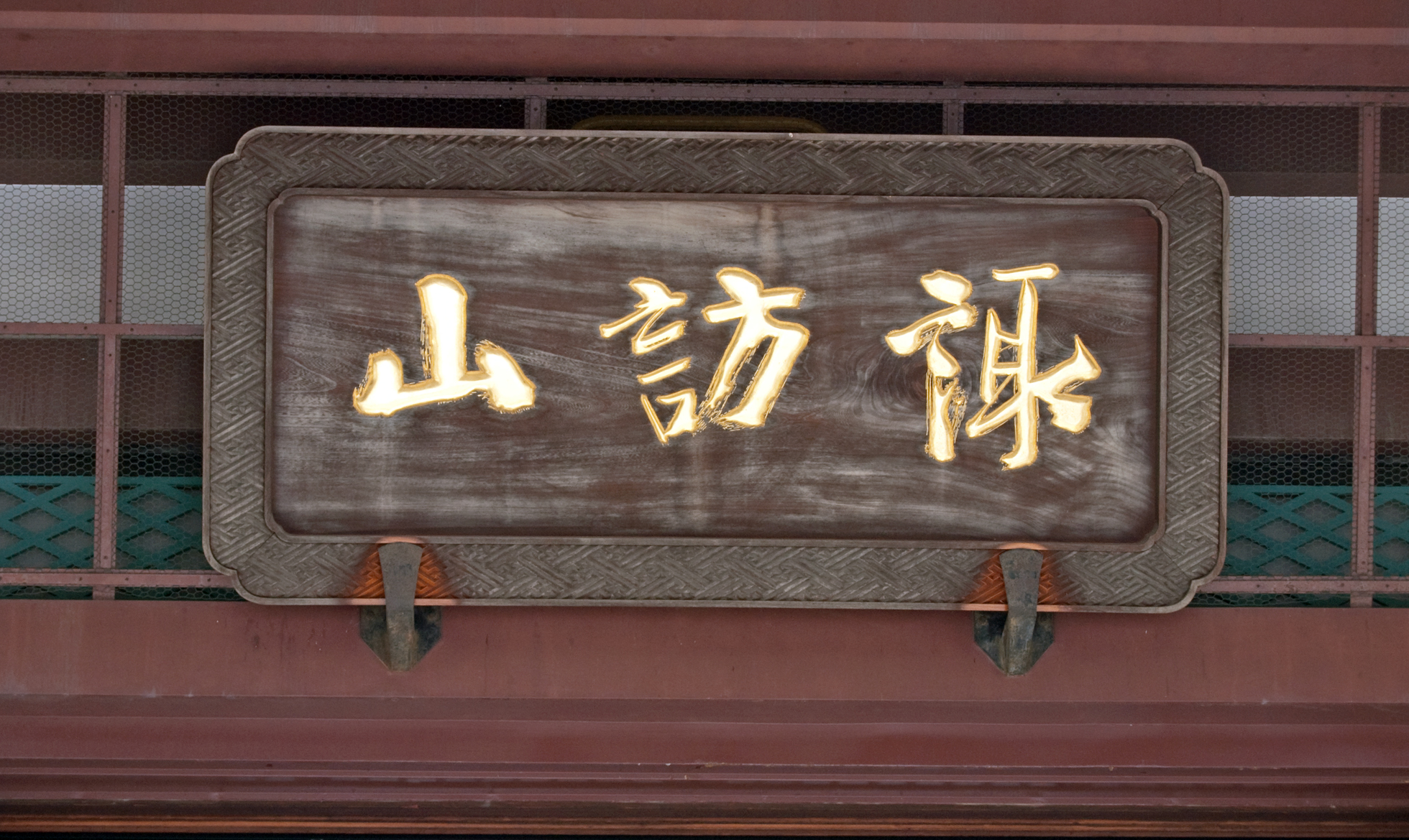
山号額「諏訪山」
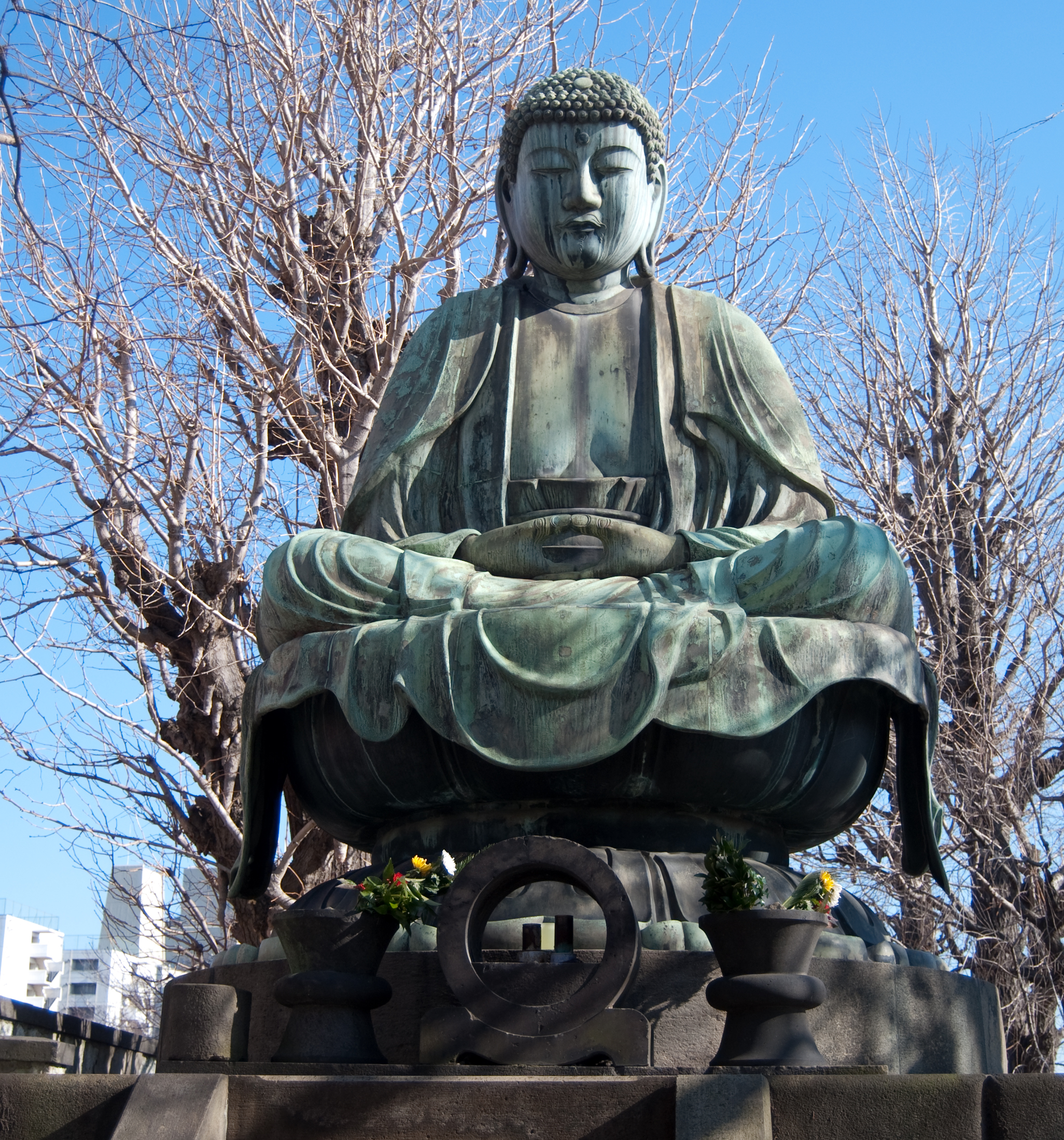
釈迦如来坐像
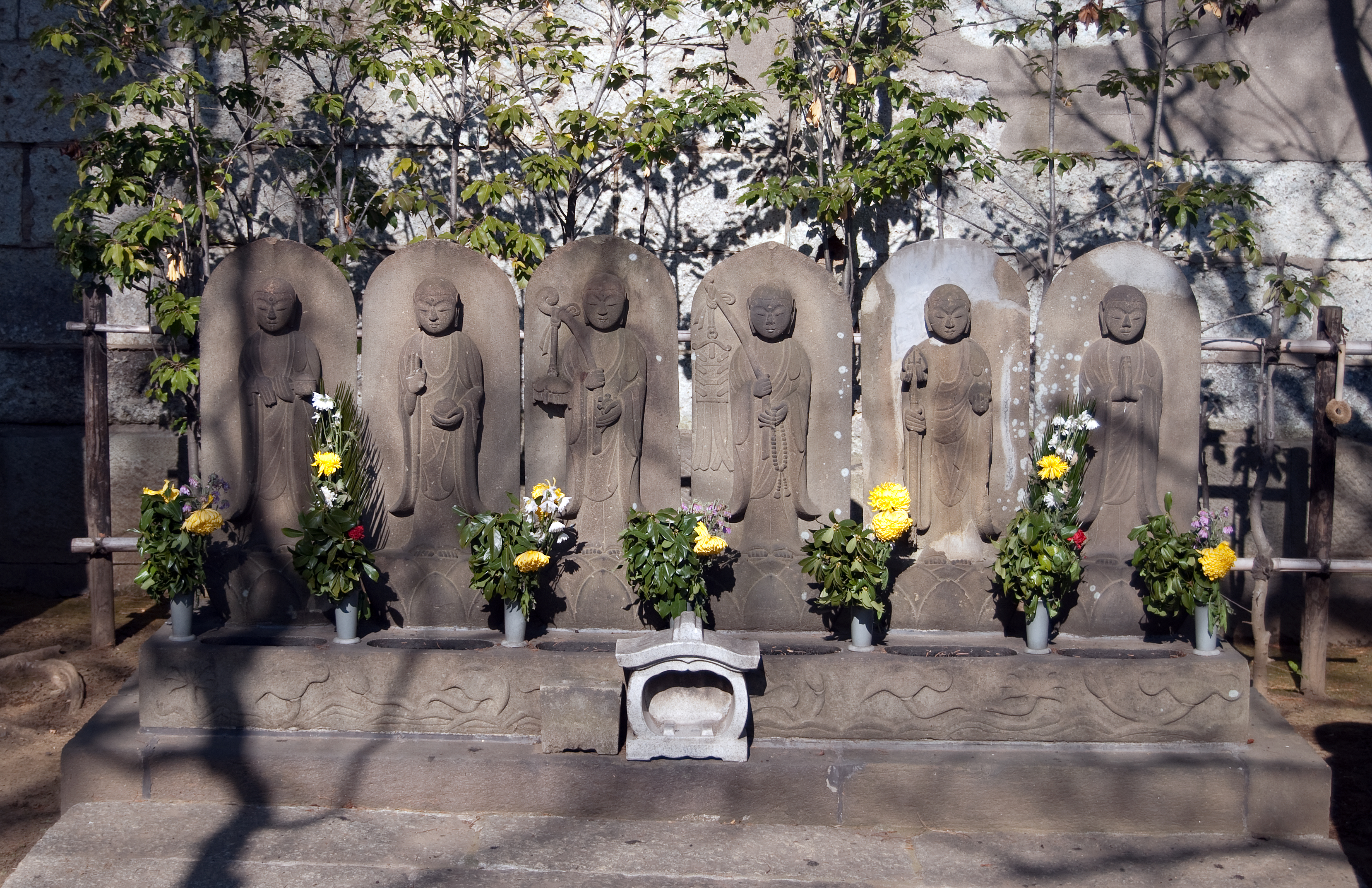
六地蔵
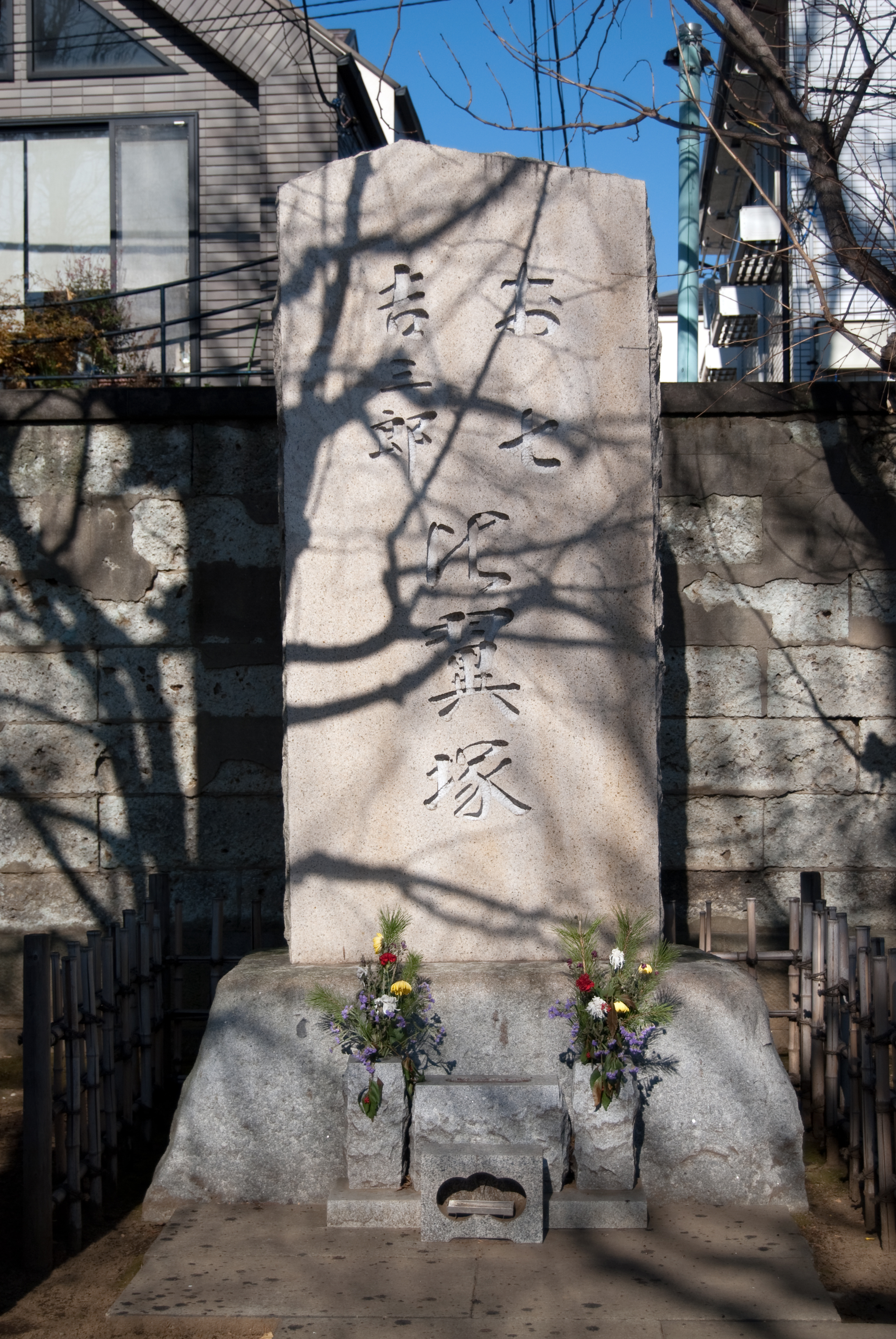
八百屋お七・吉三郎比翼塚
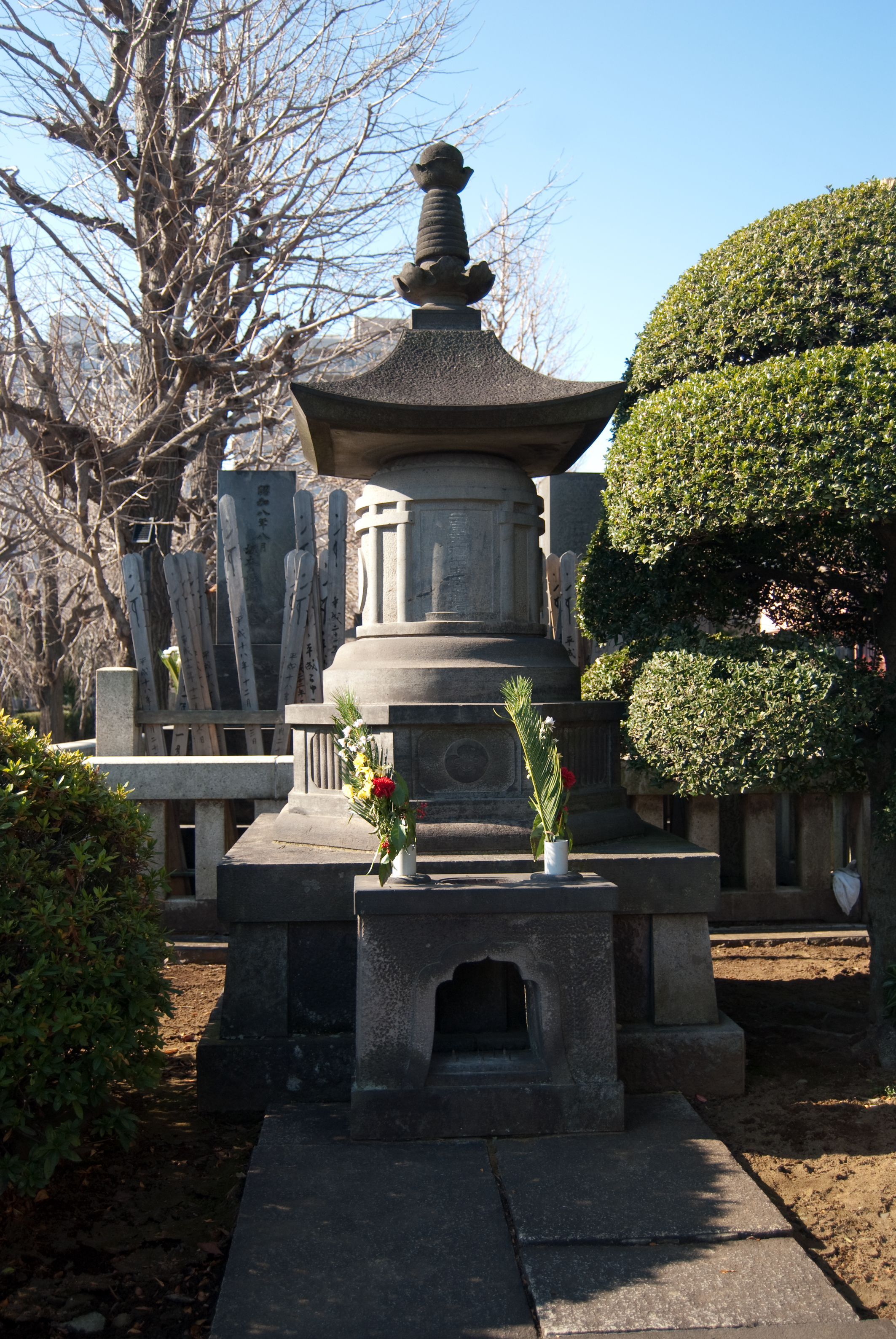
二宮尊徳墓
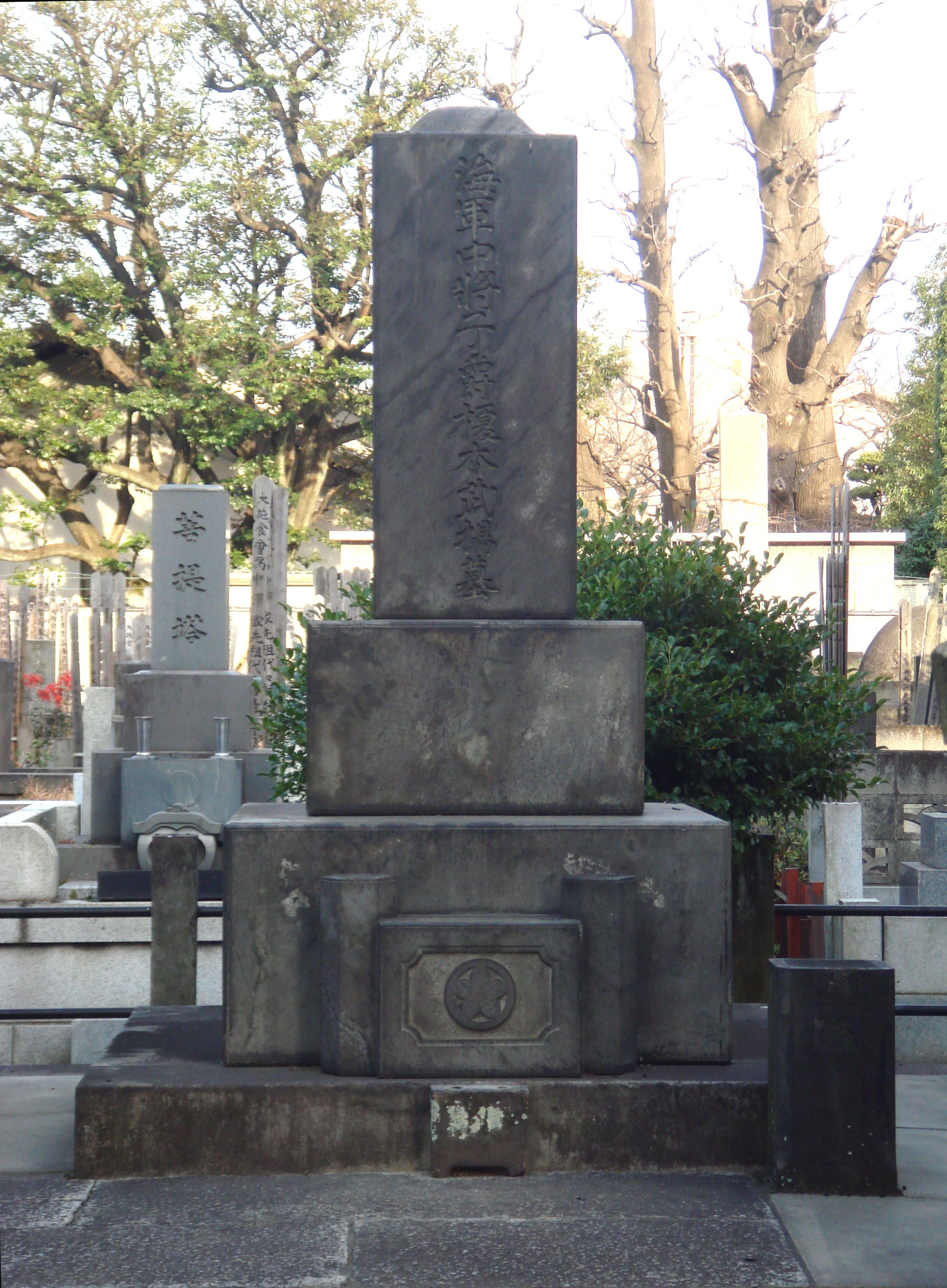
榎本武揚墓
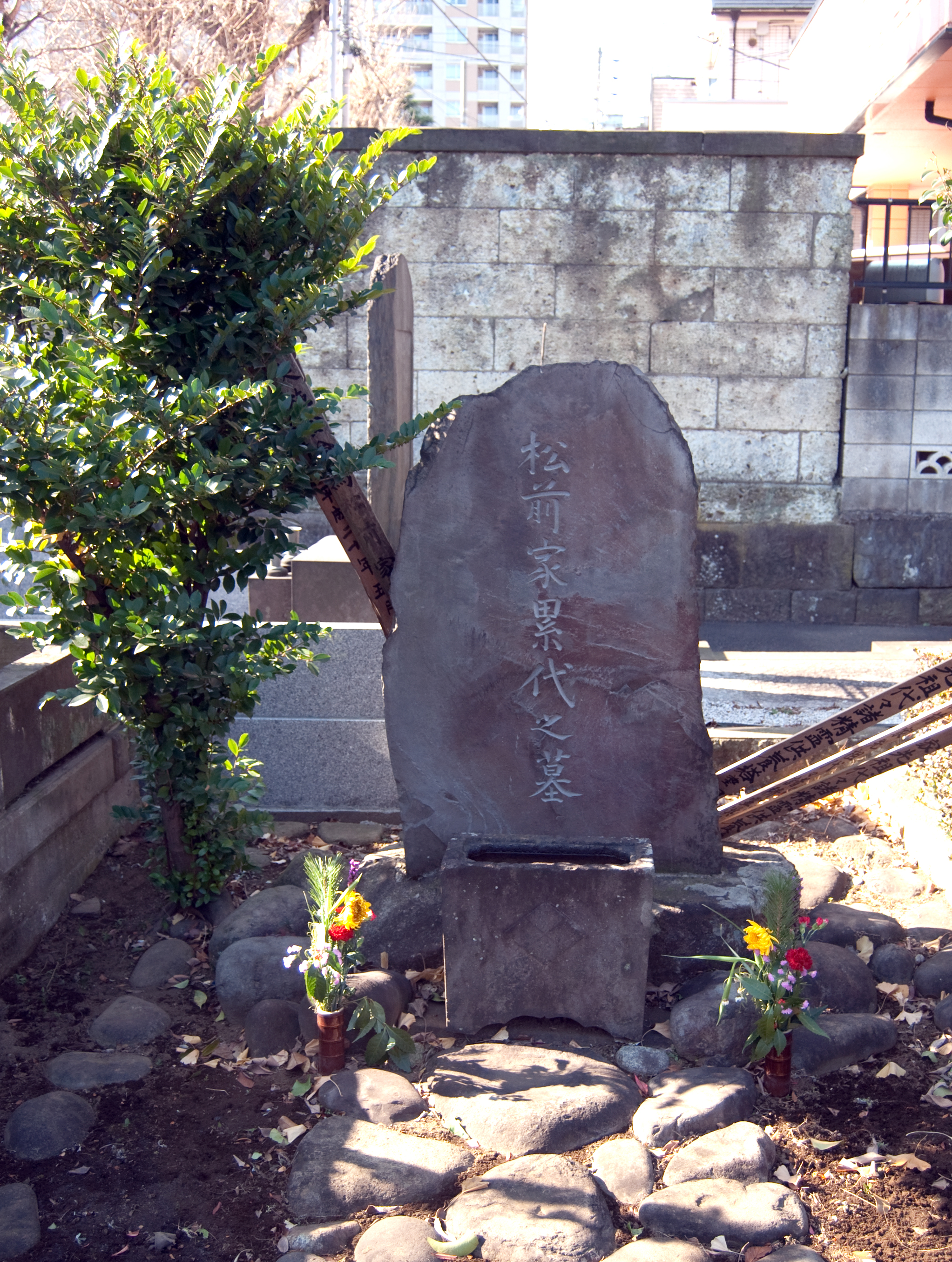
松前家の墓
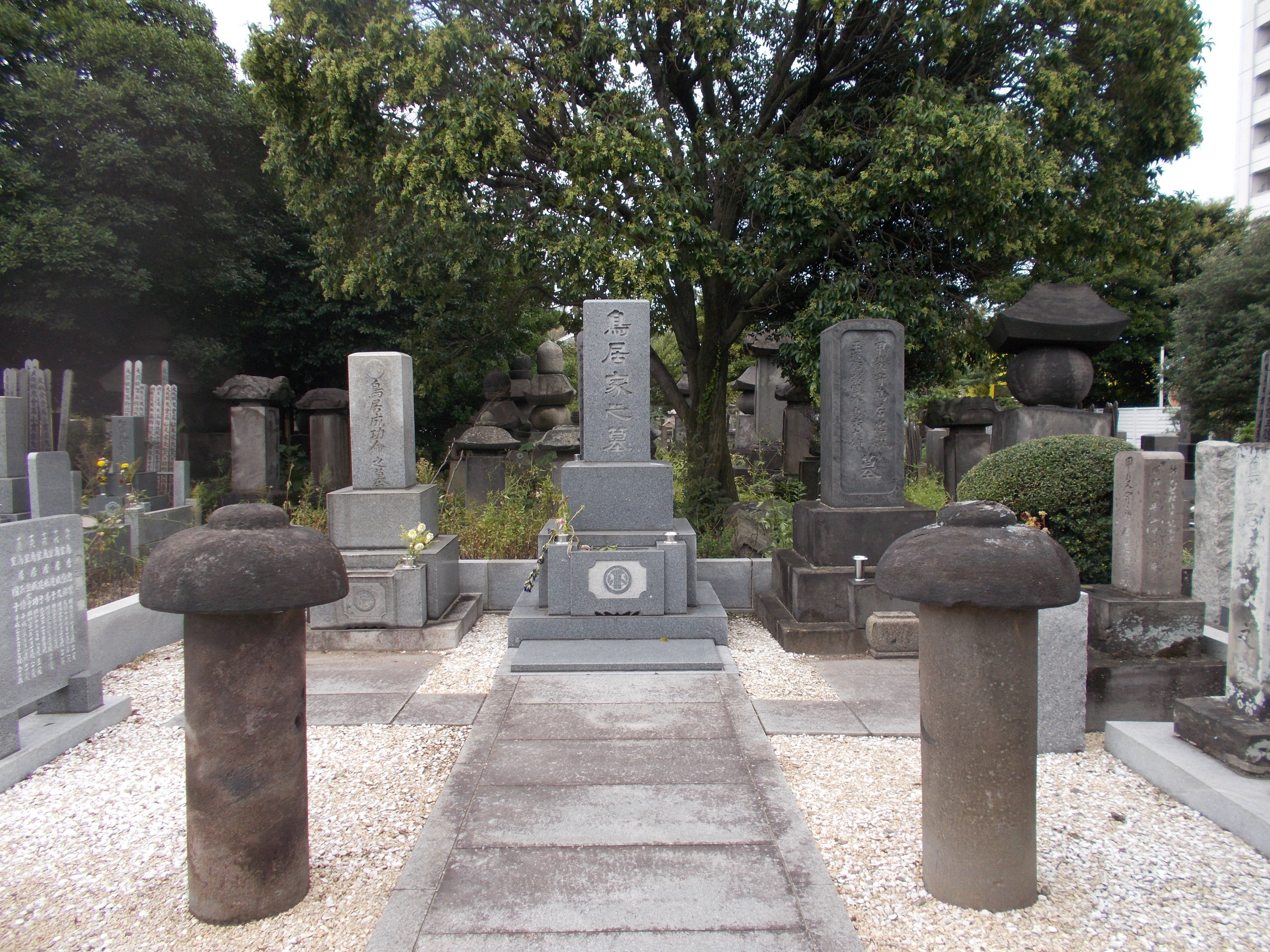
鳥居耀蔵墓
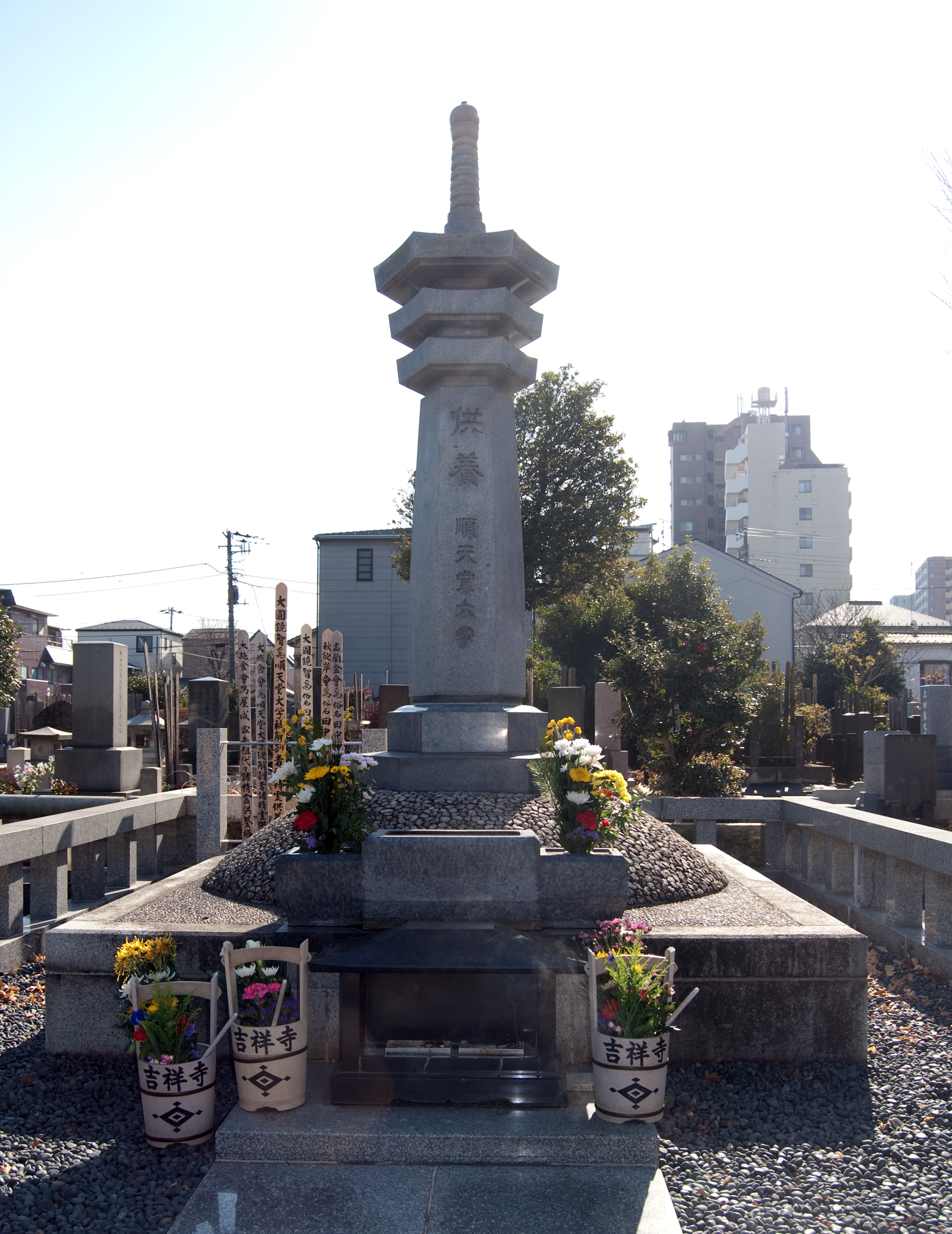
順天堂大学による供養碑
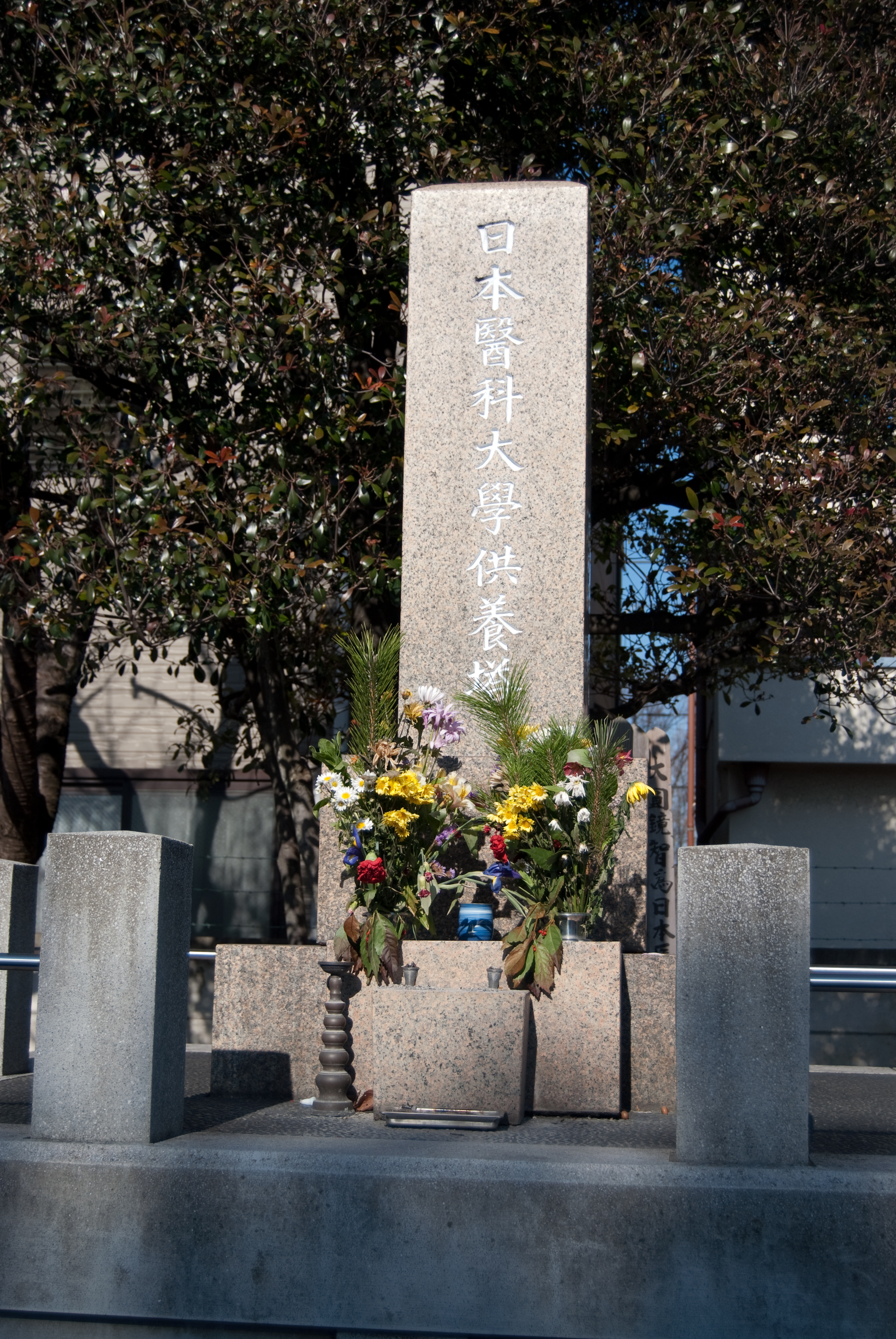
日本医科大学による供養碑

## 交通アクセス
- 本駒込駅より徒歩5分（経路案内）。

## その他
- 武蔵野市吉祥寺の地名は、明暦の大火で当寺の門前町の住民が住居を失い、五日市街道沿いの現在地に移住し、開墾したことに由来する。

## 関連文献
- 『吉祥寺小史』（吉祥寺教化部、1940年）
- 『吉祥寺史』（岩本勝俊著、1953年）
- 斎藤長秋 編「卷之五 玉衡之部 諏訪山吉祥寺」『江戸名所図会』 3巻、有朋堂書店〈有朋堂文庫〉、1927年、293-295頁。NDLJP:1174157/151。